# Континентална клима
Континентална клима је тип климе који се јавља на континенталном подручју средњег дијела сјеверне хемисфере. То је подручје у зони западних вјетрова; сличне климе постоје на источној и југозападној обали истих континената и на другим вишим дијеловима свијета.

## Одлике
Ова клима је карактеристична по оштрим и хладним зимама, бар толико хладним да задрже на дужи период сњежни покривач и релативно сувим љетима са мало падавина, док су неке источне обале, као обале Сјеверне Америке пуно кишовитије у љетним периодима. Само нека подручја Ирана, Турске и централне Азије показују максималне количине снијега током зиме који се топи у рано прољеће и резултује краткотрајним поплавама.
Те регије обично имају или шуме или ливаде са високом травом као природни покривач и укључују неке од најпродуктивнијих подручја на свијету. Ови типови климе имају најмање три мјесеца када је температура виша од 10 °C и зиме са најмање једним мјесецом када је температура нижа од 0 °C (иако неке класификације имају нижу границу за зимске температуре, засновану на дужини сњежног покривача, а једна од таквих је и Копенова класификација климе, која као зимску границу узима -3 °C).
У оваквим климатским зонама, просјечна љетна температура је између 21 °C и 32 °C током дана и између 10 °C и 18 °C током ноћи. Просјечна зимска дневна температура је од -12 °C до 7 °C, а ноћна од -23 °C до 4 °C. Прољетне температуре се почињу јављати почетком марта у јужнијим дијеловима, а у сјевернијим средином априла. Годишња количина падавина у овим зонама је обично између 61 cm и 122 cm. Највише падавина има током зиме, у облику снијега. Најсунчанији периоди су љети, а најоблачнији и најтмурнији су зими, иако зиме некад знају обиловати сунчаним данима.

## Простирање
Континентална клима влада тамо гдје се хладан ваздух инфилтрира током зиме и топао ваздух се формира током љета због сунчаних и дугих дана. Мјеста са континенталном климом су или јако удаљена од било каквог утицаја океана (на примјер Небраска, САД) или су смјештена на обалама океана (на примјер Бостон, САД) и на тим мјестима преовладавају јачи вјетрови. Таква подручја се брзо загријавају током љета, достижући температуре карактеристичне за тропске климе, али се исто тако брзо хладе током зиме, достижући температуре ниже од било којег другог подручје те географске ширине.
Овакве климе су сличне суптропским климама које су доминантне на подручју ближе екватору гдје су зиме мање оштре и климама гдје су падавине недовољне за ливаде са високом травом. У Европи, ове климе могу прерасти у океанску климу у којој је смјер умјерених зрачних маса према западу. Субполарна клима са врло хладним дугим и сухим зимама, али са бар једним мјесецом у којем је температура виша од 10 °C, се може сматрати подтипом континенталне климе.
На Средњем западу, сјевероисточном дијелу САД, јужној Канади, дијеловима Кине и већем дијелу Русије доминантна је континентална клима, која уопште не постоји у јужној хемисфери, захваљујући мањој копненој маси око средишњих паралела, подморском утицају на јужне дијелови Африке и Аустралију и закривљењу у ширину јужног дијела Јужне Америке које не дозвољава хлађење зрачних маса као оних који се налазе на истој географској ширини у Сјеверној Америци и Азији.